# Specie gemella
Le specie gemelle (in inglese Sibling species) sono specie strettamente imparentate e morfologicamente molto simili, spesso presenti nello stesso territorio (in simpatria), ma riproduttivamente isolate l'una dall'altra, ossia non producono prole oppure generano discendenti non fertili. Quando due specie appaiono non solo simili ma del tutto indistinguibili dal punto di vista estetico, si definiscono «criptospecie» (in inglese Cryptic species).
Un esempio è dato dalle zanzare Anopheles gambiae, oggi suddivise in sei specie gemelle. Sebbene impossibili da distinguere morfologicamente, differiscono per il tipo di ospite di cui succhiano il sangue o per i siti di deposizione delle uova (acque dolci oppure salmastre). Pur condividendo lo stesso ampio areale, per la riproduzione ricorrono ad habitat diversi, risultando così separate da un punto di vista spaziale. Altri casi noti di specie gemelle riguardano, tra gli uccelli canori, il luì grosso (Phylloscopus trochilus) e il luì piccolo (Phylloscopus collybita), così come il rampichino comune (Certhia brachydactyla) e il rampichino alpestre (Certhia familiaris). In questi esempi, le specie, sebbene strettamente imparentate, sono isolate riproduttivamente grazie a segnali acustici distinti.